# Fernanda Isis
Fernanda Isis da Silva est une joueuse brésilienne de volley-ball née le 15 juillet 1984 à São Paulo (São Paulo). Elle mesure 1,83 m et joue au poste de centrale.

## Clubs
| Club                         | De        | À         |
| ---------------------------- | --------- | --------- |
| Grêmio de Vôlei Osasco       | 1996-1997 | 2003-2004 |
| Macaé Sports                 | 2004-2005 | 2004-2005 |
| Brasil Esporte Clube         | 2005-2006 | 2005-2006 |
| Rio de Janeiro Volêi Clube   | 2006-2007 | 2008-2009 |
| AD Brusque                   | 2009-2010 | 2009-2010 |
| Macaé Sports                 | 2010-2011 | 2010-2011 |
| Minas Tênis Clube            | 2011-2012 | 2012-2013 |
| Grêmio Recreativo Barueri    | 2013-2014 | 2013-2014 |
| Azəryol VK                   | mars 2014 | mai 2014  |
| Esporte Clube Pinheiros      | 2014-2015 | 2014-2015 |
| Vôlei Bauru                  | 2015-2016 | 2015-2016 |
| GR Barueri                   | jan 2017  | 2017-2018 |
| São Caetano Esporte Clube    | 2018-2019 | 2018-2019 |
| Clube de Regatas do Flamengo | 2019-2020 | 2019-2020 |
| Brasília Vôlei               | 2020-2021 | …         |

## Palmarès
- Championnat du Brésil
  - Vainqueur : 2008, 2009.
- Coupe du Brésil
  - Vainqueur : 2007, 2015.
- Championnat d'Azerbaïdjan
  - Finaliste : 2014.